# Kebulen (Jatibarang)
Kebulen is een bestuurslaag in het regentschap Indramayu van de provincie West-Java, Indonesië. Kebulen telt 5160 inwoners (volkstelling 2010).